# لوئیس فرای ریچاردسون
لوئیس فرای ریچاردسون (انگلیسی: Lewis Fry Richardson؛ زاده ۱۱ اکتبر ۱۸۸۱ درگذشته ۳۰ سپتامبر ۱۹۵۳) یک دانشمند در زمینه ریاضی‌دان، فیزیک‌دان، هواشناسی، و روان‌شناس اهل انگلستان بود.